# 원통중학교
원통중학교(元通中學校)는 대한민국 강원특별자치도 인제군 북면 원통리에 있는 공립 중학교이다.

## 학교 연혁
- 1967년 8월 8일 : 6학급 설립인가
- 1968년 3월 12일 : 개교식
- 1991년 3월 1일 : 12학급 인가
- 2024년 9월 1일 : 제25대 배정희 교장 취임
- 2024년 12월 31일 : 제55회 졸업식(48명, 졸업생 누계 8,215명)

## 참고 자료
- 원통중학교 - 한국교육학술정보원 학교알리미